# Astrogomphus rudis
Astrogomphus rudis is een slangster uit de familie Gorgonocephalidae.
De wetenschappelijke naam van de soort werd in 1899 gepubliceerd door Addison Emery Verrill.